# Bertil Antonsson
Hans Bertil Augustin Antonsson, född 19 juli 1921 i Strömslund, Trollhättan, död 27 november 2006 i Trollhättan, var en svensk brottare. Han tävlade för TAK (Trollhättans Atletklubb), där han även under flera år var ordförande. Åren runt 1950 var han en av världens bästa brottare i tungvikt, med bland annat två OS-silver  och tre VM-guld.

## Biografi
Antonsson började sin karriär redan som 14-åring då han började brottas precis som hans bröder, bland annat Bengt, redan gjorde. Antonsson blev svensk juniormästare 1942. Åren 1946 och 1949 blev Antonsson EM-segrare i fri stil (tungvikt) och 1951 VM-etta i fri stil. Redan 1948 hade han erhållit utmärkelsen Trollhättans bäste idrottsman. 
Åren 1950 och 1953 blev han världsmästare i grekisk-romersk stil. Vid VM i Neapel 1953 tog han guld i en match mot den kraftige ryssen Johannes Kotkas (som var obesegrad i matchsammanhang sedan 15 år tillbaka), och för detta fick han samma år mottaga Svenska Dagbladets guldmedalj.
Både 1948 och 1952 tog han silver i OS (fristil).
Bertil Antonsson vann totalt 24 SM-guld, varav 15 i fristil och 9 i grekisk-romersk stil. Han är gravsatt i minneslunden på Håjums begravningsplats i Trollhättan.